# Artesonraju
El Artesonraju es uno de los aproximadamente cincuenta picos de la Cordillera Blanca en los Andes centrales de Perú, conocida especialmente por sus escenarios excepcionales para la práctica de deportes de montaña. Su altitud es de 6 025 m s. n. m.
De singular forma piramidal y completamente cubierta de hielo y nieve todo el año, esta formación de impar belleza se ubica entre las quebradas del Macizo de Santa Cruz al norte y Parón al sur.

## Oronimia
En este caso es una frase híbrida de la voz española artesón y del vocablo quechua rahu = nieve, posible alusión a la imagen cóncava al pie del nevado.

## Itinerario de acceso
Se llega a él desde la ciudad de Huaraz, en la región Áncash, subiendo 32 km hasta la laguna Parón a 4.200 m s.n.m. en unas 2 h, luego cruzar al extremo este del lago (3,7 km, 1:20 h) para hacer Campo Base. Al día siguiente se sube hasta el Campo Morrena a 4.900 m s. n. m. Al siguiente día se alcanza Campo Glaciar que puede hacerse tan alto como a 5.200 m s. n. m. Un día más lleva a enfrentar la pared hasta la cumbre.

## Ascensiones históricas

### Primera expedición
Alemania: El 19 de agosto de 1932 por una parte de la expedición del Club Alpino Alemán (Deutscher Alpenverein) liderada por el Dr. Philip Borchers y en la montaña Artesonraju conformada por Erwin Schneider y Erwin Hein por la arista Norte.

### Rutas de escalada
Existen cuatro rutas principales, la Variante de la Arista Sur (escalada por primera vez por T. Sbrizaj, S. Semraj y B. Naglic el 18 de julio de 1993) y la Normal o Pared Sur Este (escalada por vez primera por K. Schreckenbach, H. Saler y K. Sussmilch el 24 de junio de 1969). La Arista Este y la última, una combinación de Arista y Pared Este (acceso desde Quebrada Santa Cruz, por el norte), son menos frecuentadas.
Desde su campo de altura, tiene una elevación total hasta la cima de 1.025 m que suelen escalarse en unas 8-12 h ida y retorno. Según la escala francesa de dificultad, está catalogado como TD+ : Très Difficile Superieur, en la vía de la Arista Sur, y D : Difficile por la ruta "Normal". El equipo básico para su escalada consiste en crampones de cascada, 2 piolet técnicos, 3-4 estacas de 6 dm, 6 tornillos de hielo y 2 cuerdas de 60 m o más largas.
El Artesonraju presenta dos rutas principales de ascenso: la primera discurre a través del Filo Norte, naciendo en la quebrada de Santa Cruz, mientras que la segunda asciende por la cara sureste desde la laguna Parón, en el extremo de la quebrada del mismo nombre. Esta última ruta es muy exigente en lo técnico, requiriendo experiencia avanzada en escalada sobre hielo: salva rápidamente un desnivel de 1.200 metros con una pendiente que oscila entre los 45° y 55° grados, en ocasiones superando los 60°.
Es común que ocurran avalanchas al comienzo de la temporada de escalada debido a la gran acumulación de nieve en las empinadas laderas. Durante los meses de mayo y agosto, los fuertes vientos producen el fenómeno conocido como "Placa de Viento" muy peligroso pues bajo una delgada capa de hielo, existe nieve esponjosa que no ofrece buen anclaje ni seguridad.